# 미로슬라프 바르가
미로슬라프 바르가(체코어: Miroslav Varga, 1960년 8월 21일~)는 체코의 사격 선수이다. 1988년 하계 올림픽 남자 50m 소총 복사 종목에서 금메달을 획득했다.